# Morionidius doriae
Morionidius doriae is een keversoort uit de familie loopkevers (Carabidae). De wetenschappelijke naam van de soort is voor het eerst geldig gepubliceerd in 1880 door Chaudoir.